# Caledonian Road (metropolitana di Londra)
La stazione di Caledonian Road è una stazione della linea Piccadilly della metropolitana di Londra.

## Storia
La stazione fu inaugurata il 15 dicembre 1906 dalla Great Northern, Piccadilly and Brompton Railway, diventata poi la linea Piccadilly.
La stazione rimarrà chiusa (in tempi diversi per i treni in direzione est e ovest) fra il 14 ottobre e il 21 novembre 2024 per lavori di rifacimento delle banchine. Fra il 14 e il 31 ottobre rimarrà chiusa la banchina in direzione est verso Cockfosters, dal 4 al 21 novembre la banchina in direzione ovest verso il centro di Londra.

## Strutture e impianti
La stazione di Caledonian Road è situata all'estremo settentrionale dell'omonima strada.
La stazione continua ad usare ascensori, dato che non è mai stata dotata di scale mobili. Insolitamente per le stazioni dell'epoca, gli ascensori scendono direttamente al livello dei binari senza scale secondarie. In tempi recenti questo ha permesso di indicare la stazione come "priva di scale" sulla mappa della metropolitana senza dover effettuare lavori di ammodernamento.
Caledonian Road rientra nella Travelcard Zone 2.
La stazione successiva in direzione sud partendo da Caledonian Road era inizialmente York Road. Questa stazione chiuse nel 1932, ma è ancora visibile dai treni.

## Interscambi
Nelle vicinante della stazione effettuano fermata alcune linee automobilistiche di superficie urbane, gestite da London Buses.
- Fermata autobus

La stazione di Caledonian Road & Barnsbury della linea North & West London della London Overground si trova a circa un chilometro da Caledonian Road. Non si tratta, tuttavia, di un interscambio "fuori stazione" (out-of-station interchange).

## Galleria d'immagini

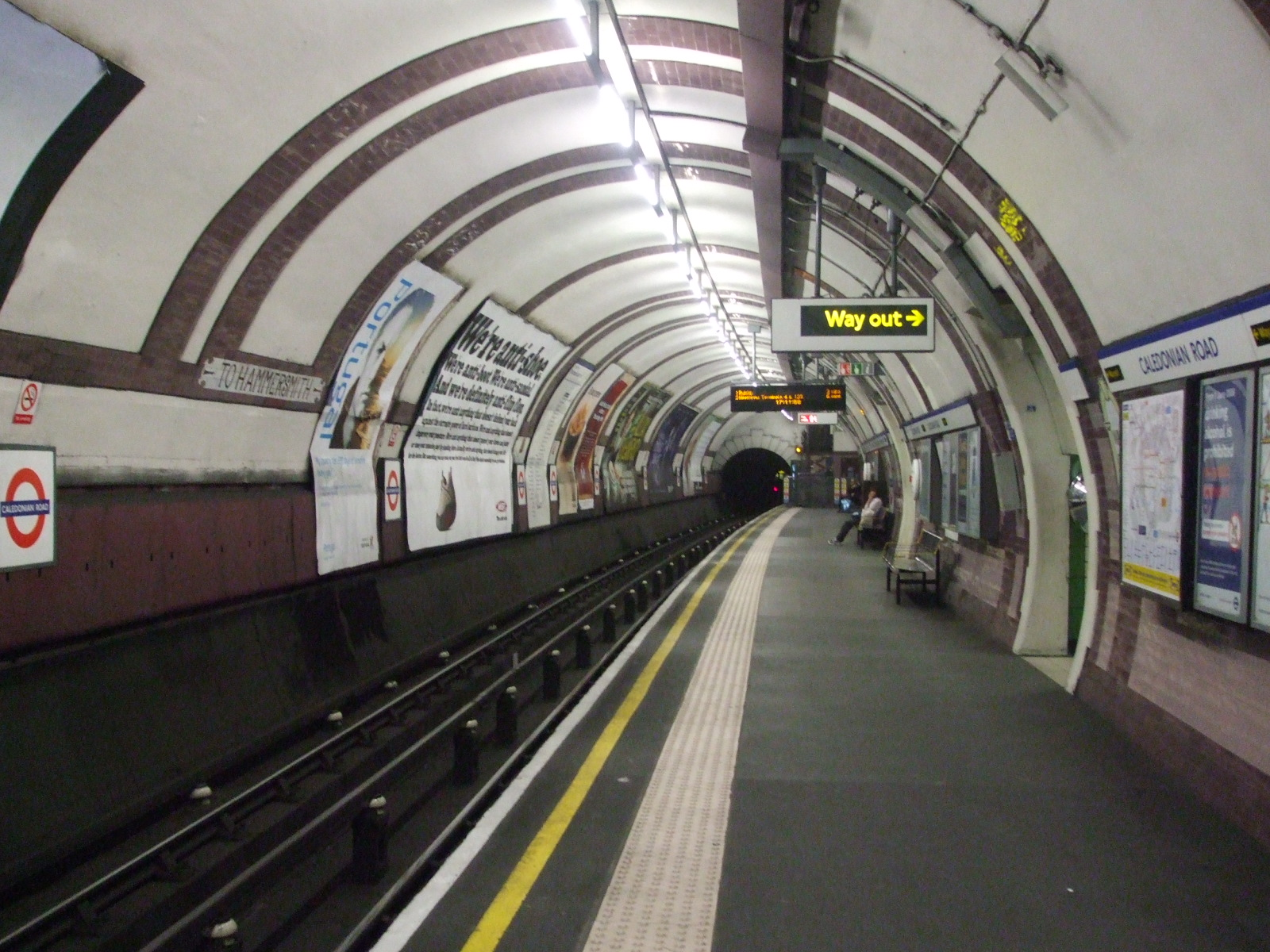
Binario direzione sud, guardando verso sud
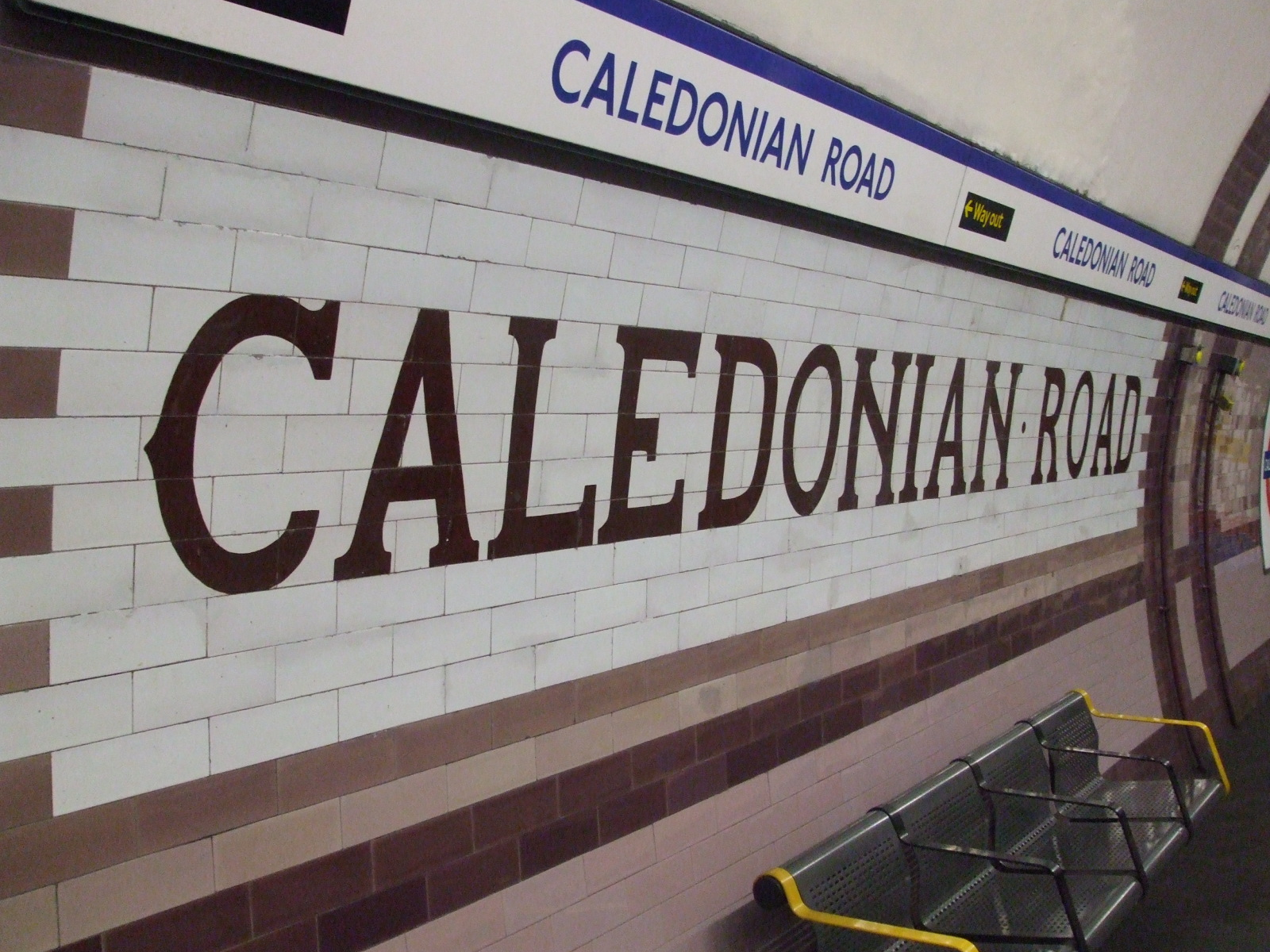
Piastrellatura sul binario direzione sud
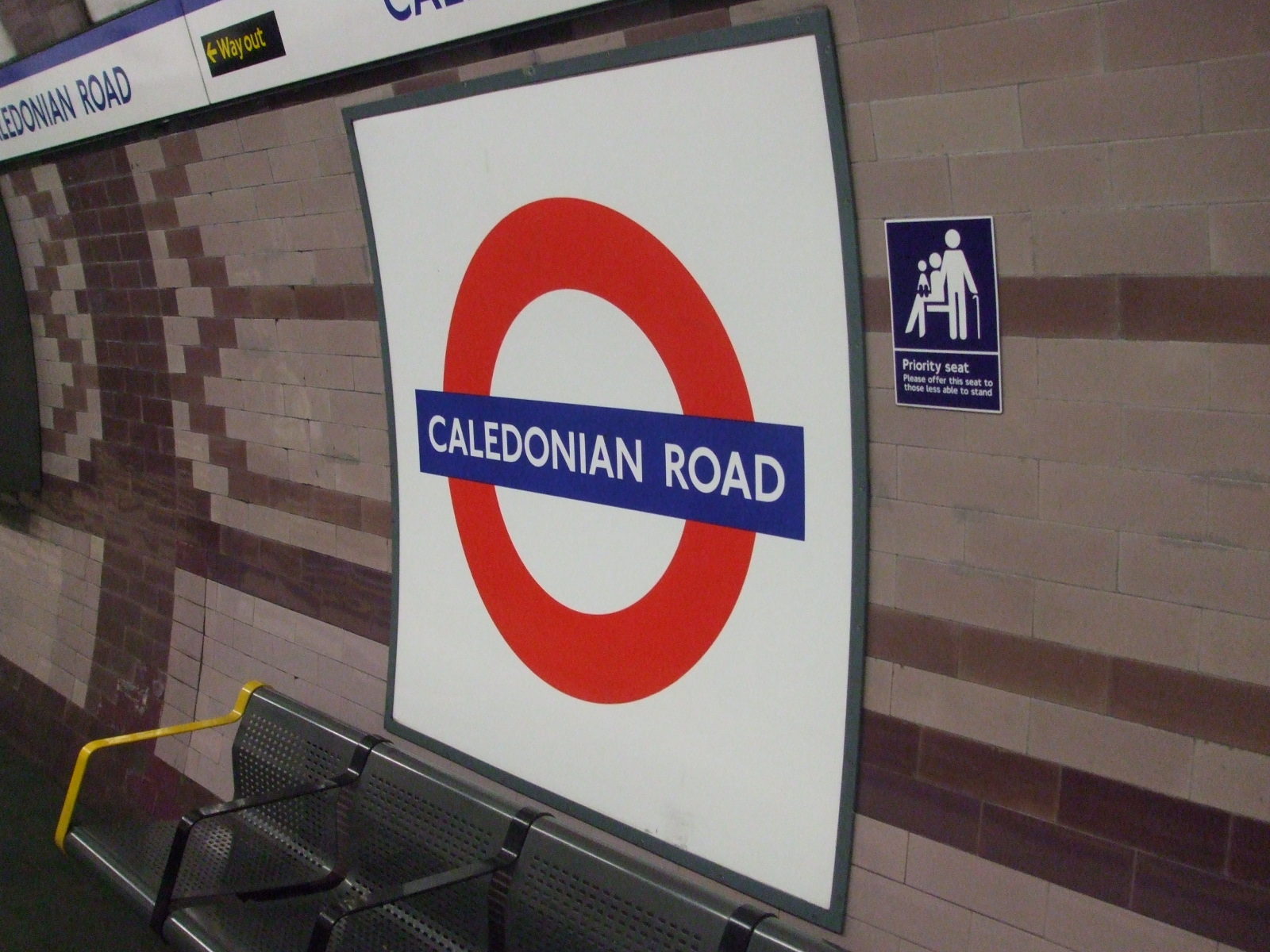
Logo sul binario direzione sud